# Dustin Jacoby
Dustin Jacoby (né le 4 avril 1988) est un combattant professionnel de mixed martial arts et de kick-boxing. Il combat dans la catégorie des poids moyens en MMA et celle des poids mi-lourds en kick-boxing.

## Parcours en MMA

### Débuts
Au début de sa carrière Dustin combat dans des promotions plus ou moins modestes telle que le CCCW qui est une organisation de combattant professionnel et amateur. À l'aube de sa carrière il réalise six combats pour six victoires ce qui lui ouvre les portes de Ultimate Fighting Championship.

### Ultimate Fighting Championship
Dustin combat pour la première fois à l'UFC contre Clifford Starks qui est un remplaçant de l'adversaire originel de Dustin mais qui s'est blessé peu avant le combat. Dustin perd son combat par décision unanime.
Pour son second combat à l'UFC Dustin fut soumis par Chris Camozzi via guillotine le 28 janvier 2012. Après son combat il fut licencié de l'UFC.

### Carrière post-UFC
Dustin rebondit dans des organisations nationale du début avec une double victoire. Il met KO Billy Johnson en 45 secondes et met TKO Tim Williams pour le titre middleweight du Cafe Fury FC. 

### World Series of Fighting
Dustin fait ses débuts à au WSOF lors du premier événement de la nouvelle organisation le 3 novembre 2012 en perdant contre un vétéran de l'UFC, David Branch via décision unanime.

## Carrière en kick-boxing

### Glory World Series
Dustin remplace à la dernière minute Manuel Quezada un boxeur professionnel pour un tournoi de qualification organisé par Glory World Series en moins de 95 kg, le Road to Glory USA . Avant ce tournoi, il n'a jamais combattu en kickboxing professionnel. 
Il démarre le tournoi par une victoire face au champion du monde poids lourds ISKA de karaté Randy Blake ; au second tour, il bat le combattant de MMA Roy Boughton et pour la finale, il gagne face à un combattant expérimenté en kickboxing avec un palmarès de 19-0, Brian Collette, qui était alors le favori pour gagner ce tournoi. Par la même occasion que ses victoires, il remporte un chèque de 20 000 dollars et un contrat d'un an avec l'organisation de kickboxing Glory World Series.
Après son entrée chez le Glory, il combat Michael Duut où il perd par TKO après avoir subi trois knock down dans le même round lors de l'événement Glory 5 le 23 mars 2013.
Dustin combat ensuite lors du Glory 9 le 22 juin 2013. Il combat pour la deuxième fois Brian Collette en quart de finale d'un tournoi où il gagne par décision majoritaire. Néanmoins en demi-finale, il perd face à Danyo Ilunga après un bon début de combat mais finalement au troisième round, il se fait surprendre par le pied gauche de son adversaire, il perd donc par décision unanime.
Pour son troisième combat, il va combattre Makoto Uehara lors du Glory 12 New York le 23 novembre 2013.

## Titres

### Kick-boxing
- 2013 Road to Glory USA champion du tournoi

### Mixed martial arts
- 2012 Champion Middleweight du CFFC

## Palmarès

### Palmarès en MMA
| 31 combats     | 21 victoires | 9 défaites |
| Par KO         | 14           | 2          |
| Par soumission | 1            | 2          |
| Sur décision   | 6            | 5          |
| Égalités       | 1            | 1          |

| Résultat | Record | Adversaire           | Méthode                                | Événement                                      | Date             | Round | Temps      | Lieu                                       |
| -------- | ------ | -------------------- | -------------------------------------- | ---------------------------------------------- | ---------------- | ----- | ---------- | ------------------------------------------ |
| Victoire | 21–9–1 | Bruno Lopes          | KO (coups de poing)                    | UFC sur ESPN : Gamrot contre Klein             | 31 mai 2025      | 1     | 1:50       | Las Vegas, Nevada, États-Unis              |
| Victoire | 20–9–1 | Vitor Petrino        | KO (coup de poing)                     | UFC sur ESPN : Covington contre Buckley        | 14 décembre 2024 | 3     | 3:44       | Tampa, Floride, États-Unis                 |
| Défaite  | 19–9–1 | Dominick Reyes       | KO (coups de poing)                    | UFC sur ESPN : Cannonier contre Imavov         | 8 juin 2024      | 1     | 2:00       | Louisville, Kentucky, États-Unis           |
| Défaite  | 19–8–1 | Alonzo Menifield     | Décision (unanime)                     | UFC 296                                        | 16 décembre 2023 | 3     | 5:00       | Las Vegas, Nevada, États-Unis              |
| Victoire | 19–7–1 | Kennedy Nzechukwu    | TKO (coups de poing)                   | UFC sur ESPN : Sandhagen contre Font           | 5 août 2023      | 1     | 1:22       | Nashville, Tennessee, États-Unis           |
| Défaite  | 18–7–1 | Azamat Murzakanov    | Décision (unanime)                     | UFC sur ESPN : Holloway contre Allen           | 15 avril 2023    | 3     | 5:00       | Kansas City, Missouri, États-Unis          |
| Défaite  | 18–6–1 | Khalil Rountree, Jr. | Décision (divisée)                     | Soirée de combat UFC : Kattar contre Allen     | 29 octobre 2022  | 3     | 5:00       | Las Vegas, Nevada, États-Unis              |
| Victoire | 18–5–1 | Jung Da-un           | KO (coup de poinds)                    | UFC sur ABC : Ortega contre Rodríguez          | 16 juillet 2022  | 1     | 3:13       | Elmont, New York, États-Unis               |
| Victoire | 17–5–1 | Michał Oleksiejczuk  | Décision (unanime)                     | UFC 272                                        | 5 mars 2022      | 3     | 5:00       | Las Vegas, Nevada, États-Unis              |
| Victoire | 16–5–1 | John Allan           | Décision (unanime)                     | UFC 268                                        | 6 novembre 2021  | 3     | 5:00       | New York, État de New York, États-Unis     |
| Victoire | 15–5–1 | Darren Stewart       | TKO (coups de poings)                  | UFC sur ESPN : Barboza contre Chikadze         | 28 août 2021     | 1     | 3:04       | Las Vegas, Nevada, États-Unis              |
| Égalité  | 14–5–1 | Ion Cuțelaba         | Égalité (divisé)                       | UFC sur ESPN : Reyes contre Procházka          | 1er mai 2021     | 3     | 5:00       | Las Vegas, Nevada, États-Unis              |
| Victoire | 14–5   | Maxim Grishin        | Décision (unanime)                     | Soirée de combat UFC : Rozenstruik contre Gane | 27 février 2021  | 3     | 5:00       | Las Vegas, Nevada, États-Unis              |
| Victoire | 13–5   | Justin Ledet         | TKO (coup de jambe et coups de poings) | Soirée de combat UFC : Hall contre Silva       | 31 octobre 2020  | 1     | 2:38       | Las Vegas, Nevada, États-Unis              |
| Victoire | 12–5   | Ty Flores            | Décision (unanime)                     | Dana White's Contender Series 27               | 4 août 2020      | 3     | 5:00       | Las Vegas, Nevada, États-Unis              |
| Victoire | 11–5   | Cody East            | Décision (unanime)                     | Sparta Combat League 74                        | 29 juin 2019     | 3     | 5:00       | Golden, Colorado, États-Unis               |
| Défaite  | 10–5   | John Salter          | Soumission (étranglement rear-naked)   | Bellator 132                                   | 16 janvier 2015  | 2     | 3:33       | Temecula, Californie, États-Unis           |
| Défaite  | 10–4   | Muhammed Lawal       | TKO (coups de poing)                   | Bellator 123                                   | 5 septembre 2014 | 2     | 1:13       | Uncasville, Connecticut, États-Unis        |
| Victoire | 10–3   | Lucas Lopes          | TKO (coup à la tête et coups de poing) | Titan FC 29                                    | 22 août 2014     | 1     | 4 min 15 s | Fayetteville, Caroline du Nord, États-Unis |
| Victoire | 9–3    | Andrew Sanchez       | Décision (partagée)                    | Capital City Cage Wars - The Uprising          | 2 mars 2013      | 3     | 5 min 00 s | Springfield, États-Unis                    |
| Défaite  | 8–3    | David Branch         | Décision unanime                       | World Series of Fighting 1: Arlovski vs. Cole  | 3 novembre 2012  | 3     | 5 min 00 s | Las Vegas, États-Unis                      |
| Victoire | 8–2    | Tim Williams         | TKO (coupure)                          | CFFC 16 - Williams vs. Jacoby                  | 24 août 2012     | 1     | 4 min 04 s | Atlantic City, États-Unis                  |
| Victoire | 7–2    | Billy Johnson        | KO (poing)                             | HFC 11 - Hoosier Fight Club 11                 | 2 juin 2012      | 1     | 0 min 45 s | Valparaiso, États-Unis                     |
| Défaite  | 6–2    | Chris Camozzi        | Soumission (guillotine choke)          | UFC on Fox: Evans vs. Davis                    | 28 janvier 2012  | 3     | 1 min 08 s | Chicago, États-Unis                        |
| Défaite  | 6–1    | Clifford Starks      | Décision unanime                       | UFC 137                                        | 29 octobre 2011  | 3     | 5 min 00 s | Las Vegas, États-Unis                      |
| Victoire | 6–0    | Billy Horne          | TKO (punches)                          | AP - Riverfists 2011                           | 4 septembre 2011 | 1     | 0 min 37 s | Cincinnati, États-Unis                     |
| Victoire | 5–0    | Ryan Sturdy          | TKO (arrêt du docteur)                 | XFO - Xtreme Fighting Organization 40          | 25 juin 2011     | 2     | 2 min 31 s | Lakemoor, États-Unis                       |
| Victoire | 4–0    | Oscar Glover         | TKO (punches)                          | CCCW - Fight Night 3                           | 30 avril 2011    | 1     | 2 min 25 s | Saint-Louis, États-Unis                    |
| Victoire | 3–0    | Ryan Braun           | Soumission (triangle choke)            | Disorderly Conduct - St. Patty's Showdown      | 12 mars 2011     | 1     | 1 min 05 s | Omaha, États-Unis                          |
| Victoire | 2–0    | David Gaston         | TKO (poing)                            | CCCW 6 - Capital City Cage Wars                | 29 janvier 2011  | 1     | 0 min 54 s | Springfield, États-Unis                    |
| Victoire | 1–0    | Dan McGlasson        | TKO (poing)                            | CCCW - Capital City Cage Wars                  | 27 novembre 2010 | 1     | 2 min 09 s | Saint-Louis, États-Unis                    |